# Кальво, Хосе Мария
Хосе Мария Кальво (исп. José María Calvo; родился 15 июля 1981 года в Буэнос-Айресе, Аргентина) — аргентинский футболист, выступавший на позиции защитника. Известен по выступлениям за аргентинский клуб «Бока Хуниорс».

## Клубная карьера
Кальво - воспитанник клуба «Бока Хуниорс». 21 мая 2000 года в матче против «Росарио Сентраль» он дебютировал за команду в аргентинской Примере. За «Боку» Хосе выступал на протяжении одиннадцати сезонов, но являлся основным футболистом команды. Кальво был основным сменщиком Уго Ибарры, который на протяжении своей карьеры трижды выступал за «Хуниорс». Хосе пять раз становился чемпионом Аргентины, по два раза становился обладателем Кубка Либертадорес, Южноамериканского кубка, Межконтинентального кубка и Рекопа Южной Америки.
В начале 2007 года Кальво на правах аренды перешёл в испанский «Химнастик». 28 января в матче против «Эспаньола» он дебютировал в Ла Лиге. Отыграв в клубе из Таррагоны полгода Хосе решил остаться в Испании и стал футболистом «Рекреативо», также на правах аренды. 2 сентября в поединке против «Хетафе» он дебютировал за новую команду. После окончания арендного соглашения Кальво вернулся в «Боку», где отыграл ещё три сезона.

## Достижения
Командные
 «Бока Хуниорс»
- Чемпионат Аргентины по футболу — Апертура 2000
- Чемпионат Аргентины по футболу — Апертура 2003
- Чемпионат Аргентины по футболу — Апертура 2005
- Чемпионат Аргентины по футболу — Клаусура 2006
- Чемпионат Аргентины по футболу — Апертура 2008
- Обладатель Кубка Либертадорес — 2001
- Обладатель Кубка Либертадорес — 2003
- Обладатель Межконтинентального кубка — 2000
- Обладатель Межконтинентального кубка — 2003
- Обладатель Южноамериканского кубка — 2004
- Обладатель Южноамериканского кубка — 2005
- Обладатель Рекопа Южной Америки — 2005
- Обладатель Рекопа Южной Америки — 2006